# 地域医療機能推進機構東京新宿メディカルセンター
地域医療機能推進機構東京新宿メディカルセンター（ちいきいりょうきのうすいしんきこうとうきょうしんじゅくメディカルセンター 英語：Japan Community Health care Organization Tokyo Shinjuku Medical Center）は、東京都新宿区津久戸町にある独立行政法人地域医療機能推進機構設置の病院。癌や内視鏡治療を得意としており、がん診療連携拠点病院の指定を受けている。通称JCHO東京新宿メディカルセンター（ジェイコーとうきょうしんじゅくメディカルセンター）。
全国の社会保険病院、厚生年金病院、船員保険病院の3団体は、2014年（平成26年）4月1日より独立行政法人地域医療機能推進機構が直接運営する公設・公営の病院へと移行することとなり、それに伴い、財団法人厚生年金事業振興団東京厚生年金病院（1952年（昭和27年）開設）が現名称に改称された。

## 診療部門
- 救急科
- 内科
- 消化器内科
- 呼吸器内科
- 血液内科
- 循環器内科
- 緩和ケア内科
- 腎臓内科
- 糖尿病内分泌内科
- 脳神経内科
- 外科
- 整形外科
- 脊椎脊髄外科
- 脳神経外科
- 脳神経血管内治療科
- 泌尿器科
- 眼科
- 産婦人科
- 精神科（心療内科・神経科）
- 耳鼻咽喉科
- リウマチ科
- リハビリテーション科
- 歯科・歯科口腔外科
- 皮膚科
- 小児科
- 形成外科
- 放射線診断科
- 放射線治療科
- 麻酔科
- 病理診断科

## 指定医療機関
（下表の出典）
| 保険医療機関                                             | 原子爆弾被害者指定医療機関                                                 |
| 労災保険指定医療機関                                     | 原子爆弾被害者一般疾病医療取扱医療機関                                     |
| 指定自立支援医療機関（更生医療）                         | 公害医療機関                                                               |
| 指定自立支援医療機関（育成医療）                         | 母体保護法指定医の配置されている医療機関                                   |
| 指定自立支援医療機関（精神通院医療）                     | 地域医療支援病院                                                           |
| 身体障害者福祉法指定医の配置されている医療機関           | 災害拠点病院                                                               |
| 精神保健指定医の配置されている医療機関                   | 臨床研修病院                                                               |
| 生活保護法指定医療機関                                   | がん診療連携拠点病院等                                                     |
| 結核指定医療機関                                         | 特定疾患治療研究事業委託医療機関                                           |
| 難病の患者に対する医療等に関する法律に基づく指定医療機関 | DPC対象病院                                                                |
| 戦傷病者特別援護法指定医療機関                           | 難病の患者に対する医療等に関する法律に基づく指定医の配置されている医療機関 |

- 救急告示病院（二次救急）[3]
- 東京都CCUネットワーク加入医療施設
- NPO法人卒後臨床研修評価機構認定証発行病院[4]
- 公益財団法人日本医療機能評価機構認定病院[5]
- このほか、各種法令による指定・認定病院であるとともに、各学会の認定施設でもある。

## 交通アクセス
- JR中央・総武緩行線「飯田橋駅」東口より徒歩約5分[6]
- 東京メトロ東西線・東京メトロ有楽町線・東京メトロ南北線「飯田橋駅」B1出口より徒歩約4分[6]
- 都営地下鉄大江戸線「飯田橋駅」C1出口 徒歩3分[6]
- 都営バス飯62「東京新宿メディカルセンター前」停留所下車すぐ[6]
- 都営バス飯64「飯田橋」停留所下車徒歩5分[6]